# Зладовце
Зладовце или Зладовци (на сръбски: Зладовце или Zladovce) е село в община Търговище, Пчински окръг, Сърбия.

## История
В края на XIX век Зладовце е село в Прешевска кааза на Османската империя. Църквата „Света Троица“ е от 1890 година. Според статистиката на Васил Кънчов („Македония. Етнография и статистика“) от 1900 година Сладовци е населявано от 162 жители българи християни. Според патриаршеския митрополит Фирмилиан в 1902 година в Зладовце има 31 сръбски патриаршистки къщи. По данни на секретаря на Българската екзархия Димитър Мишев („La Macédoine et sa Population Chrétienne“) в 1905 година в Злодолци (Zlodoltzi) има 160 българи патриаршисти гъркомани.
В 2002 година в селото живеят 113 сърби и 1 друг.

## Преброявания
- 1948- 338
- 1953- 335
- 1961- 306
- 1971- 295
- 1981- 197
- 1991- 142
- 2002- 114